# Konstantin Kirikovič Abramov
Konstantin Kirikovič Abramov (rusko Константин Кирикович Абрамов), sovjetski general, * 25. december 1906, † 10. april 1952, Stalingrad.

## Življenjepis
Med drugo svetovno vojno je bil sprva vodja Političnega direktorata Sibirskega vojaškega okrožja (1941), nato pa je bil član Vojaškega sveta 24. armade (1941), 64. armade (1942-3), 7. gardne armade (1943), 63. armade (1943), 6. gardne armade (1943-5).
Po vojni je bil namestnik poveljnika za politične zadeve 6. strelskega korpusa.